# ستينا بيرجمان
ستينا بيرجمان  (بالسويدية: Stina Bergman)‏ (29 أبريل 1888 - 3 يوليو 1976) كاتبة سويدية ومترجمة وكاتبة سيناريو.

## روابط خارجية
- ستينا بيرجمان على موقع IMDb (الإنجليزية)
- ستينا بيرجمان على موقع قاعدة بيانات الأفلام السويدية (السويدية)
- ستينا بيرجمان على موقع قاعدة بيانات الفيلم (الإنجليزية)